# Хе Пінпін
Хе Пінпі́н (кит.: 何平平; 13 липня 1988 — 13 березня 2010, Рим) — найменша людина у світі, зростом трохи більше 74 сантиметрів.
Народився в китайському автономному районі Внутрішня Монголія 13 липня 1988. За словами рідних, у 18 місяців він перестав рости. Хе Пінпін страждав на карликовість.
Помер в Італії. За даними представників Книги рекордів Гіннеса, смерть настала від проблем із серцем. 21-річний чоловік відчув нездужання під час зйомок телепрограми в Римі, був шпиталізований, проте лікарі не змогли йому допомогти.